# ファストカジュアル
ファストカジュアル（Fast casual）とは、ファストフードとカジュアルレストランの中間の新業態で、2000年代以降のアメリカ合衆国内の外食業界では一番伸びている業態でもある。

## 概要
ファストフードより高価格で注文からの時間は長く、ファミリーレストランより低価格で待ち時間を少なくしたもの。チップは不要。店内で食事を採れるものもあれば、持ち帰りも可能である。
店舗形態はさまざまである。ファストフードチェーンやファミリーレストランチェーンなども参入しており、既存の店舗にファストカジュアルのメニューをそろえることもあれば、ファストカジュアルのみの新店舗を出店することもある。大型スーパー等に併設されるイートインタイプの店舗もファストカジュアルの一種である。

## ファストカジュアルの店の例
- フレッシュネスバーガー
- モスバーガー（緑モス）
- ウェンディーズ（日本2次進出時）
- サブウェイ
- インターリュード
- クイズノス・サブ
- Becker's（ベッカーズ）
- シェイク・シャック
- サイゼリヤ